# Réservoir (carburant)
Pour les articles homonymes, voir Réservoir.
Le réservoir de carburant est destiné à recevoir et à stocker le carburant d'un véhicule automobile ou d'un aérodyne sous forme liquide. 
Autrefois fabriqué en tôle, il est aujourd'hui le plus souvent fabriqué en matière synthétique, pour des raisons de poids et de sécurité.

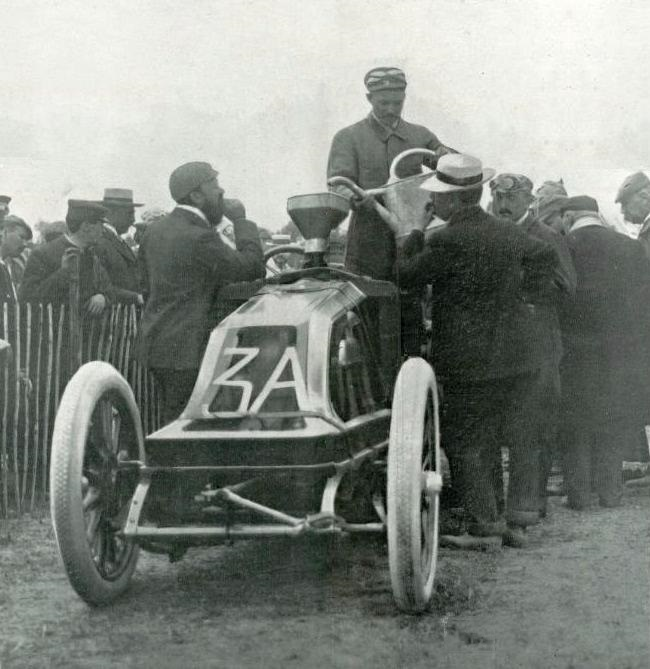
Plein d'essence de la Renault AK de Ferenc Szisz, au Grand Prix de l'ACF 1906.

## Composition

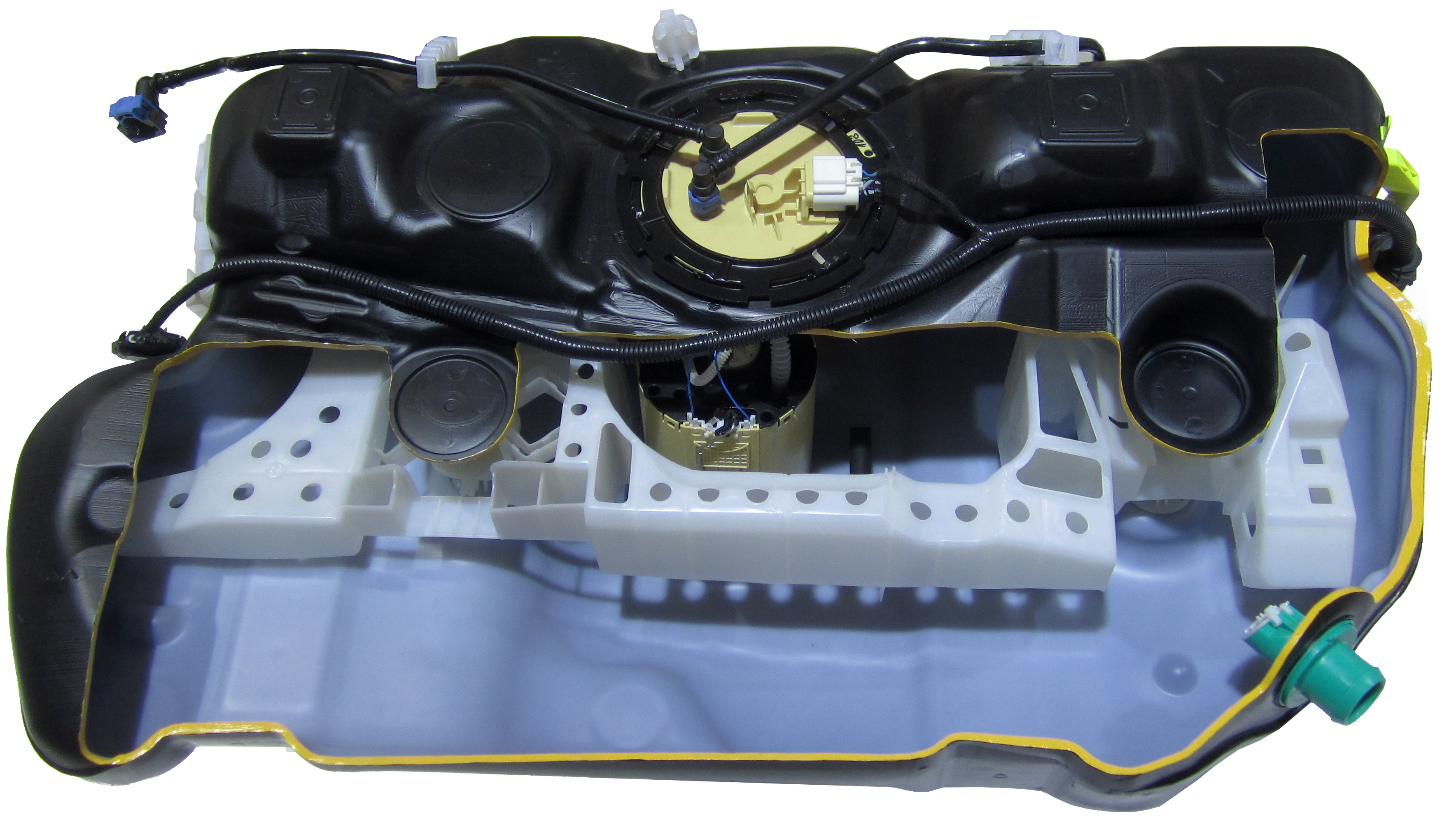
Vue en coupe d'un réservoir à carburant de voiture.

Le système à carburant est généralement constitué des éléments suivants :
- le bouchon et la tubulure de remplissage (trappe à carburant) ;
- le réservoir à carburant ;
- le système de gestion des vapeurs ;

En sortie du réservoir on trouve :
- la pompe à carburant, filtre et jauge[a] ;
- le filtre à carburant et la ligne d'alimentation moteur.

Le système intègre également selon les normes en vigueur des systèmes de dépollution : le canister à charbons actifs pour les véhicules à essence ainsi qu'un système de dosage d'additif, pour véhicules à motorisation Diesel, pouvant servir notamment de catalyseur à la combustion des suies dans le filtre à particules. 
La grande majorité des réservoirs à carburant stockent des essences ou des gazoles sous forme liquide ; ils sont réalisés en matière plastique (polyéthylène haute densité :
- monocouche pour les réservoirs à gazole ;
- fluoré ou multicouche (polyéthylène, adhésif, barrière, adhésif, polyéthylène) pour les réservoirs à essence.

Néanmoins certain véhicules possèdent un réservoir d'air comprimé ou d'hydrogène qui leur sert de carburant.

## Règlementations
Le système à carburant est fortement règlementé, dans la plupart des pays, que cela soit au niveau de la résistance mécanique, des émissions évaporatives, de décharges électrostatiques, de la tenue au feu, ou encore du recyclage.

## Innovations
Le système à carburant fait l'objet d'innovations régulières, par exemple :
- la fabrication de systèmes à émissions quasi-nulles, répondant aux règlementations les plus sévères (californiennes), appelées PZEV pour Partial Zero Émission Vehicles ;
- le développement de têtes de remplissage sans bouchon (tête à obturation intégrée) ;
- l'intégration d'un système de dosage d'additif de très grande précision (5 mL).

## Aviation

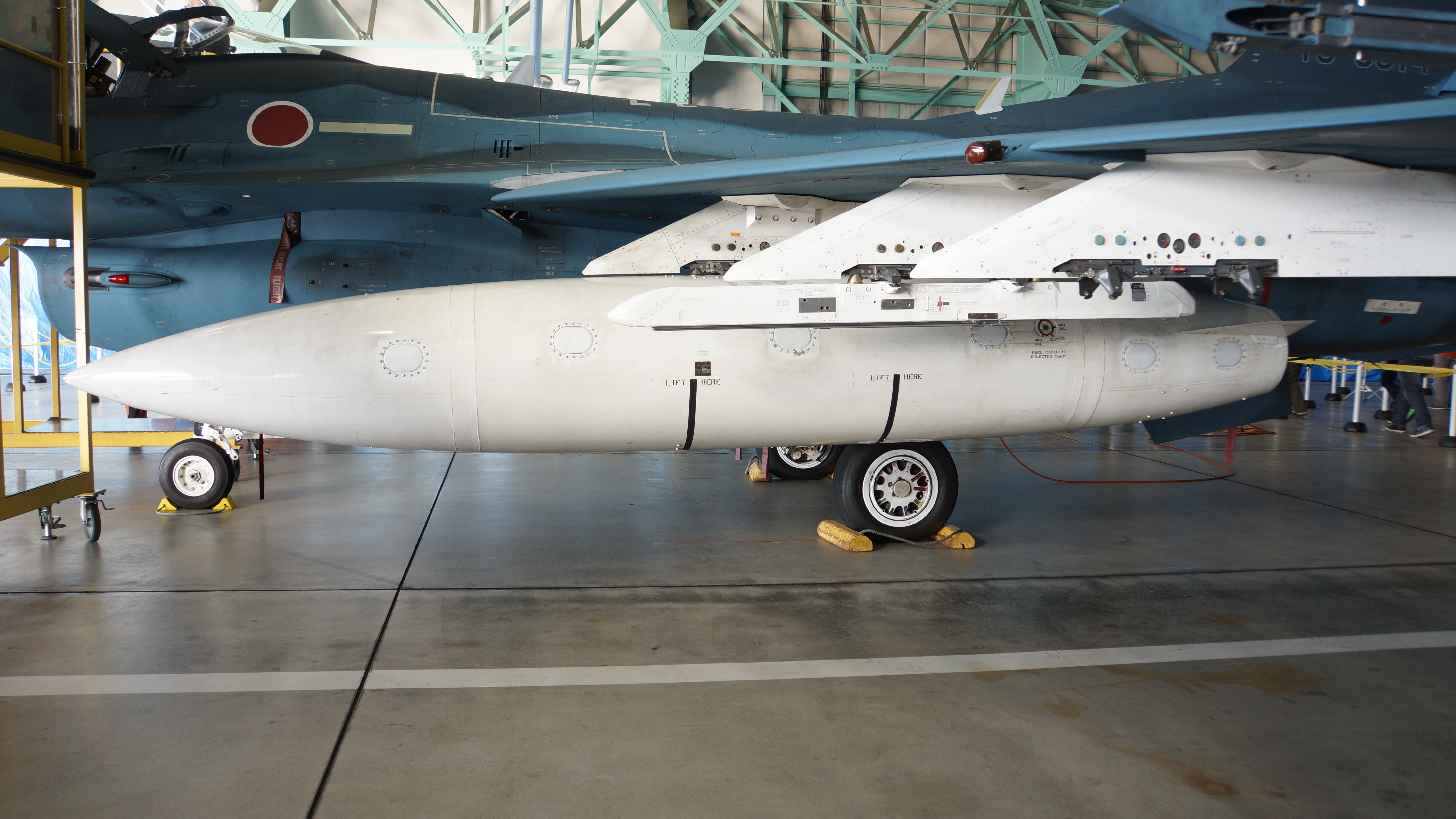
Réservoir auxiliaire de 2270 L d'un Mitsubishi F-2.

Les aéronefs peuvent être dotés de trois types de réservoirs : intégral, rigide amovible et souple :
- les réservoirs intégraux : zones à l'intérieur de la structure de l'avion qui ont été obturées pour permettre le stockage de carburant. Un exemple de ce type est l'« aile sèche » fréquemment utilisée sur les grands avions. Puisque ces réservoirs font partie intégrante de la structure, ils ne peuvent pas être enlevés pour être inspectés. Des trappes d'inspection permettent alors d'effectuer les vérifications internes, les réparations et l'entretien de ces réservoirs. Sur les grands avions qui disposent de tels réservoirs, le carburant est stocké dans la voilure, le ventre et parfois dans la dérive.

- Les réservoirs rigides amovibles se retrouvent sur les avions de petite taille, comme le Cessna 172 ; ils sont installés dans un compartiment spécifique et  ne font pas partie de la structure de l'avion. Ils sont généralement fabriqués en métal et peuvent être retirés pour la maintenance, être remplacés ou réparés ;

- les réservoirs souples ou réservoirs auxiliaires : utilisés principalement sur les avions militaires ; souvent en forme d'obus pour des raisons aérodynamiques, ils sont fixés à l'extérieur de l'avion, en général sous les ailes. Ils peuvent être installés ou retirés selon la distance que doit parcourir l'avion.

## Avantages des réservoirs en matière plastique
Le réservoir en matière plastique s'est substitué à grande échelle au réservoir métallique pour les raisons suivantes :
- satisfaction de l'utilisateur : la flexibilité de la technique de fabrication des réservoirs en matière plastique permet de réaliser des formes très complexes utilisant tous les espaces disponibles sous le véhicule en maximisant l'autonomie du véhicule. De plus, grâce à l'utilisation des matières plastiques, la corrosion, interne et externe, est absente ;

- bilan environnemental : le polyéthylène est totalement recyclable[1], tant par voie mécanique que thermique. Les études d'éco-bilans[réf. nécessaire] ont démontré la supériorité des systèmes en matière plastique dans des analyses du « puits à la roue » (well to wheel) qui intègre l'ensemble de la chaîne, depuis l'extraction du pétrole jusqu'à la fin de vie du véhicule. Le gain de poids des systèmes en matière plastique contribue à la réduction de la consommation en carburant et donc à la production de CO2. Les bio-carburants ne posent pas de problème de compatibilité chimique ou de corrosion ;

- sécurité : le polyéthylène peut subir des allongements très importants (plusieurs dizaines de %) en cas d'impact sans rupture, ce qui confère au réservoir des propriétés supérieures en matière de résistance au crash. De même, sa faible conductibilité thermique réduit le transfert de chaleur et donc de vaporisation et de mise sous pression du réservoir en cas d'incendie sous le véhicule. Les risques d'étincelles créées par électricité statique entre le réservoir et la pompe sont très fortement diminués (pour des réservoirs en métal, on relie l'entrée du réservoir à la masse, et la pompe à la terre, pendant le remplissage)[2]. Certaines pompes possèdent aussi un cône permettant d'aspirer les vapeur de carburant.

## Moto

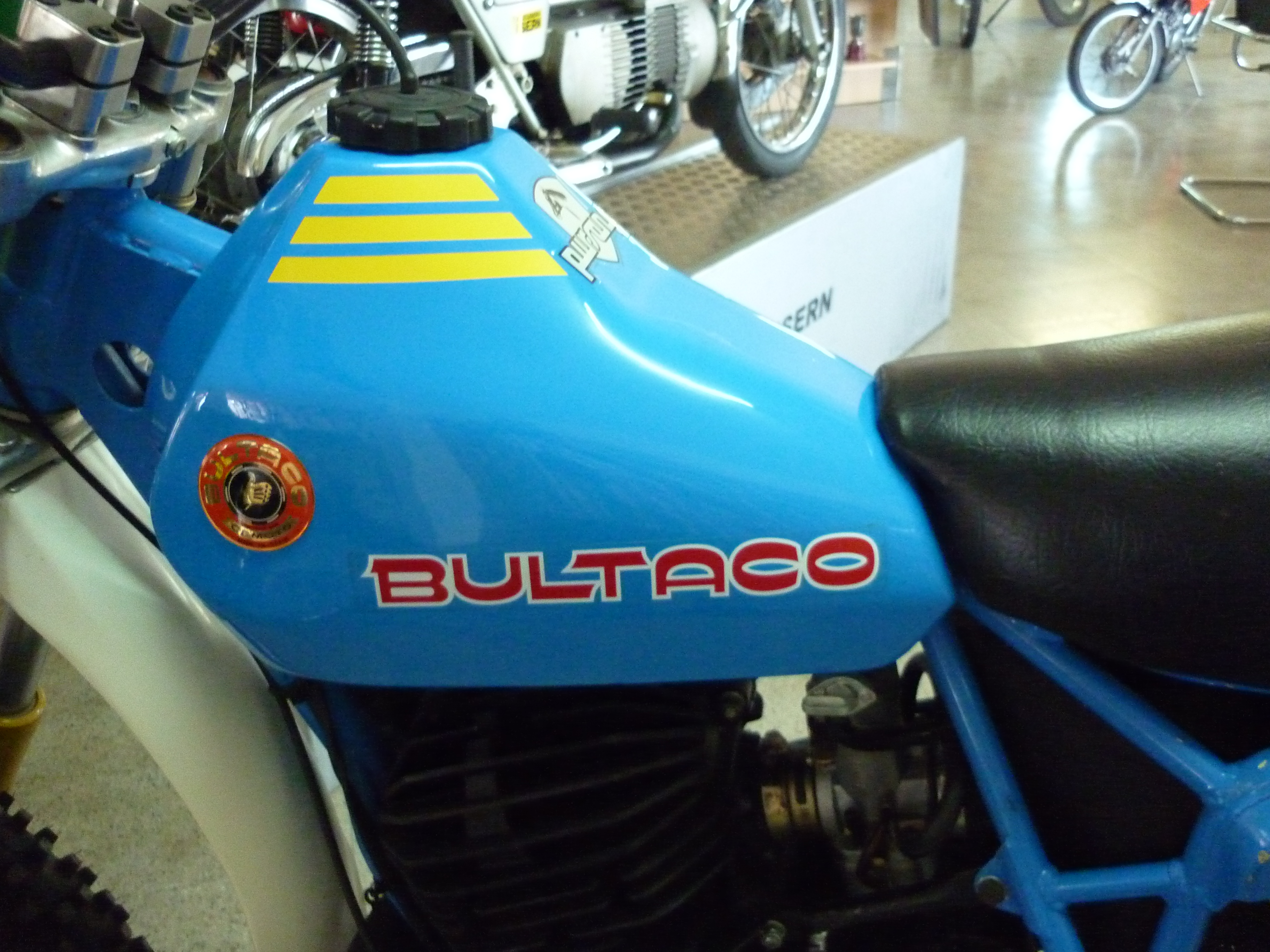
Réservoir d'essence de moto (ici Bultaco) avec la vanne (en dessous du "o") avec trois position, arrêt, route et réserve. Le remplissage se fait par l'orifice du haut fermé par le bouchon noir.

Le réservoir d'une moto d'avant les années 2000 pouvait comporter une réserve d'essence, en l'absence d'une jauge d'essence. Il s'agit en fait d'une double prise d'essence sur le réservoir actionnée par une vanne. La vanne courante prend l'essence jusqu'à un certain point en laissant une réserve d'essence dans le réservoir. La limite atteinte, le moteur manque d'essence et il faut commuter la vanne sur la réserve, la prise d'essence se fait alors au point le plus bas du réservoir, le vidant totalement mais laissant au pilote le temps de refaire le plein. À l'arrêt la vanne se met sur "arrêt" afin d'éviter toute fuite d'essence. Si la vanne "réserve" est commutée après le plein, le pilote ne sera pas prévenu du risque de panne d'essence. Certains réservoirs, la plupart du temps de grande capacité (environ 20 litres), sont transparents et permettent de suivre la consommation d'essence. Etant en plastique ils ont des capacités d'augmenter la flotabilité en cas de franchissement de cours d'eau dans un contexte militaire ou tout-terrain, mais en s'assurant de l'étanchéité d'air et de gaz.